# 日本の美術学校 (近代期)
日本の美術学校 (近代期)（にほんのびじゅつがっこう、きんだいき）は、日本の幕末・明治から昭和戦前期までにあった美術の学校一覧。

## おもな美術学校
- 蕃書取調所絵図調方 蕃書調所画学局（開成所画学局）
- 兵学寮図画科（1871年）
- 師範学校美術科（1872年-） 東京高等師範学校図画手工専修科
- 工部美術学校（1876年-1883年）
- 図画取調掛 東京美術学校（1887年）
- 京都府画学校・京都市画学校（日本最初京都画学校、後、京都市美術学校　1880年-）
- 東京帝国大学文学部美学講座（1893年：東京大学文学部美学美術史学科、大学院人文社会系研究科)
- 東京高等工業学校附属工業教員養成所工業図案科（1897年-1914年）東京工業学校工芸部機械科特別課程
- 東京高等工芸学校工芸図案科 - 東京高工工業図案科が1914年に廃止された後をうけ設置。
- 私立女子美術学校（1900年-）
- 私立日本女子美術学校（1903年創立）
- 広島高等師範学校附設第二臨時教員養成所図画手工科（1930年-）
- 東京女子高等師範学校図画専修科
- 京都高等工芸学校図案科
- 日本美術学校（紀淑雄、1916年- ）
- 文化学院（西村伊作、1921年- ）
- 日本大学芸術学園 - 1921年に設置された日本大学法文学部美学科が起源（現・日本大学芸術学部)
- 文化裁縫女学校（1923年：文化服装学院)
- 新建築工藝研究講習所・新建築工芸学院（1932年設立） - 商業美術学校(濱田増治)内に別科新建築工芸科を設立した
- 関西女子美術学校）1934年創立)

工芸学校
- 勉脩学舎（1871年；日本初の陶磁器産業技術者養成機関）→佐賀県立工業学校有田分校（1900年）
- 金沢区工業学校（1887年）
- 富山県工芸学校（1894年：工芸学校として日本初）
- 香川県工芸学校（1898年）
- 東京府立工芸学校印刷科（1918年）
- 大阪市立工芸学校工芸図案科（1923年）
- 神奈川県立工業学校図案科